# 細川興生
細川 興生（ほそかわ おきなり）は、肥後国宇土藩の第3代藩主。

## 生涯
第2代藩主・細川有孝の長男として生まれる。元禄16年（1703年）9月6日、有孝が病を理由に隠居し、その跡を継ぐ。この時の諱は有清であったが、後に興生と改めた。享保2年（1717年）1月、江戸町の火事の時に、一橋門の警護で功を挙げた。享保20年（1735年）11月2日、病を理由に隠居して家督を長男の興里に譲り、自らは梅山と号した。元文2年（1737年）1月7日、39歳で死去した。

## 系譜
父母
- 細川有孝（父）
- 妙持院 - 坂口氏、側室（母）

正室
- 戒光院 - 松平頼貞の娘

側室
- 了心院 - 児玉氏
- 竹間氏

子女
- 細川興里（長男） 生母は了心院
- 細川興道（次男） 生母は竹間氏
- 細川興文（三男）
- なを、梅寿院 - 京極高永正室
- 柳沢保卓正室